# Боровичи (станция)
Боровичи́ — тупиковая железнодорожная станция на однопутной неэлектрифицированной линии линии Угловка — Боровичи. Находится на северо-западной окраине города Боровичи.

## История
Станция Боровичи находится на линии Угловка — Боровичи протяженностью 30,3 км, проложенной в 1878 году. Основной задачей новой линии ставилась транспортировка из Боровичей огнеупорного кирпича – продукции Боровичского кирпичного завода (сегодня – «Боровичский Комбинат Огнеупоров»). Инициатором строительства выступил петербургский купец Иван Суздальцев, однако проект столкнулся с финансовыми трудностями. Дорога, возведённая на заёмные средства, была признана банкротом в 1882 году, а в 1895 году выкуплена государством и присоединена к Николаевской железной дороге. В 1905 году для улучшения грузопотока через реку Мсту построен первый в России  арочный мост по проекту Н.А. Белелюбского, что значительно увеличило объёмы перевозок.

## Современное состояние

### Пассажирское сообщение
До 2013 года станция имела пригородное пассажирское сообщение со станцией Угловка и поезд дальнего следования № 85/86 Боровичи—Москва. Но в результате недофинансирования в одном случае и нехватки пассажиров в другом эти поезда были отменены и станция работает исключительно как товарная. С 24.12.2018 возобновлено пригородное сообщение по маршруту Боровичи — Никитинская — Травково — Угловка. Поезд № 6831/6832 курсирует по выходным дням, время в пути 43 минут. По состоянию на 01.01.2023 пригородный поезд состоит из локомотива ТЭП70/ТЭП70БС и 1 сидячего вагона производства ТВЗ.

### Грузовое сообщение
Станция имеет ответвление на Боровичский комбинат огнеупоров (крупнейшее предприятие Боровичей), так же её грузовой терминал обслуживает практически всю промышленность Боровичей. Но товарные поезда могут выезжать за Угловку только ночью.

### Путевое развитие
Станция Боровичи имеет 4 пути и ответвления на завод БКО.

### Вокзал
Вокзал деревянный 1876 постройки сохранился почти в первозданном внешнем виде и является местом проведения съемок исторических фильмов и сериалов. В 2013 году вокзал был закрыт до возобновления в 2018 году пассажирского движения до станции Угловка, расположенной на главном ходе Октябрьской магистрали Москва-Петербург. В 2022 году включён журналом National Geographic в топ-5 необычных мест России. В 2023 году на железнодорожном вокзале в Боровичах открылась экспозиция Ленфильма, посвященная истории здания и съемкам.

## Фото

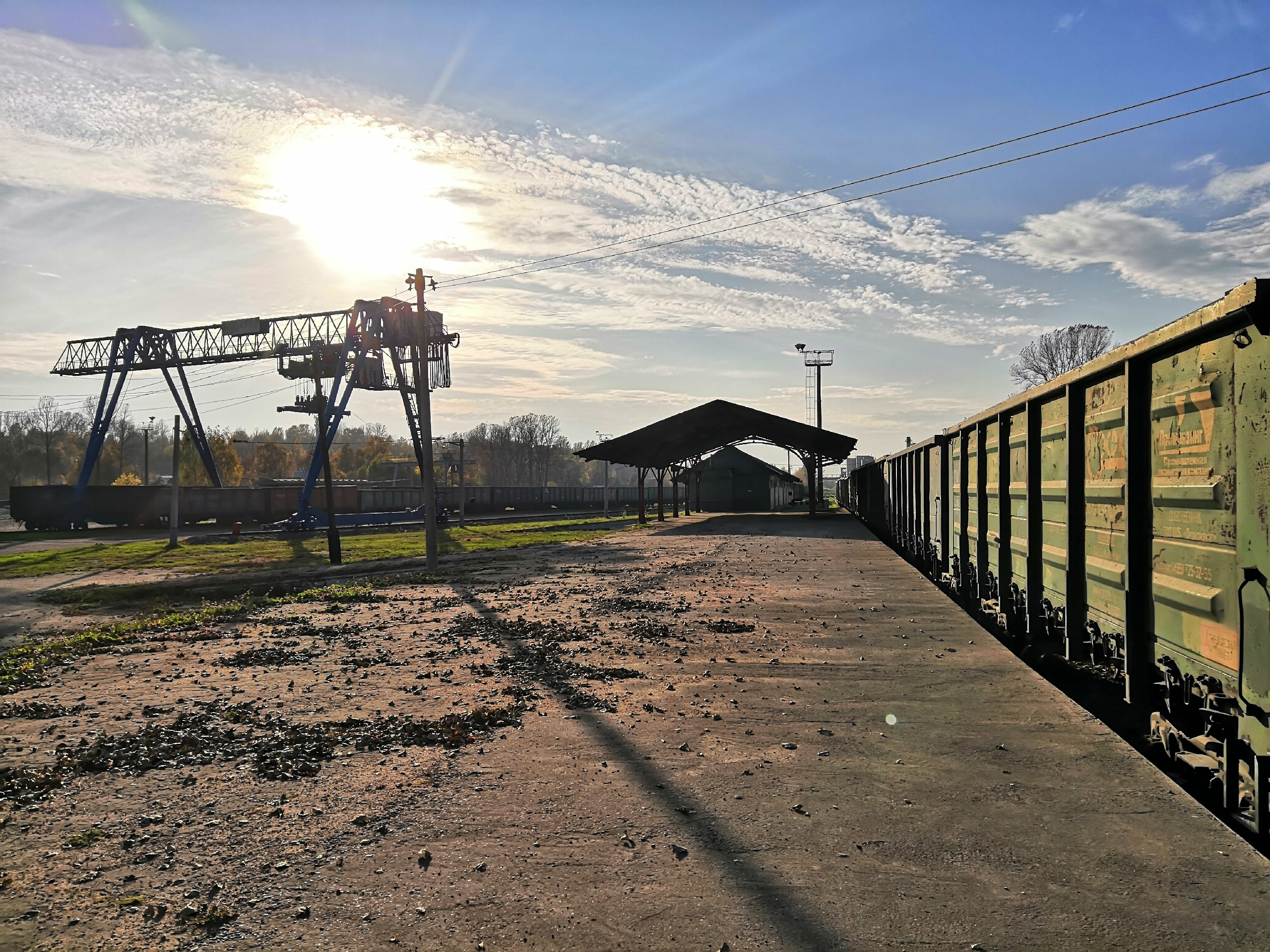
Товарный парк
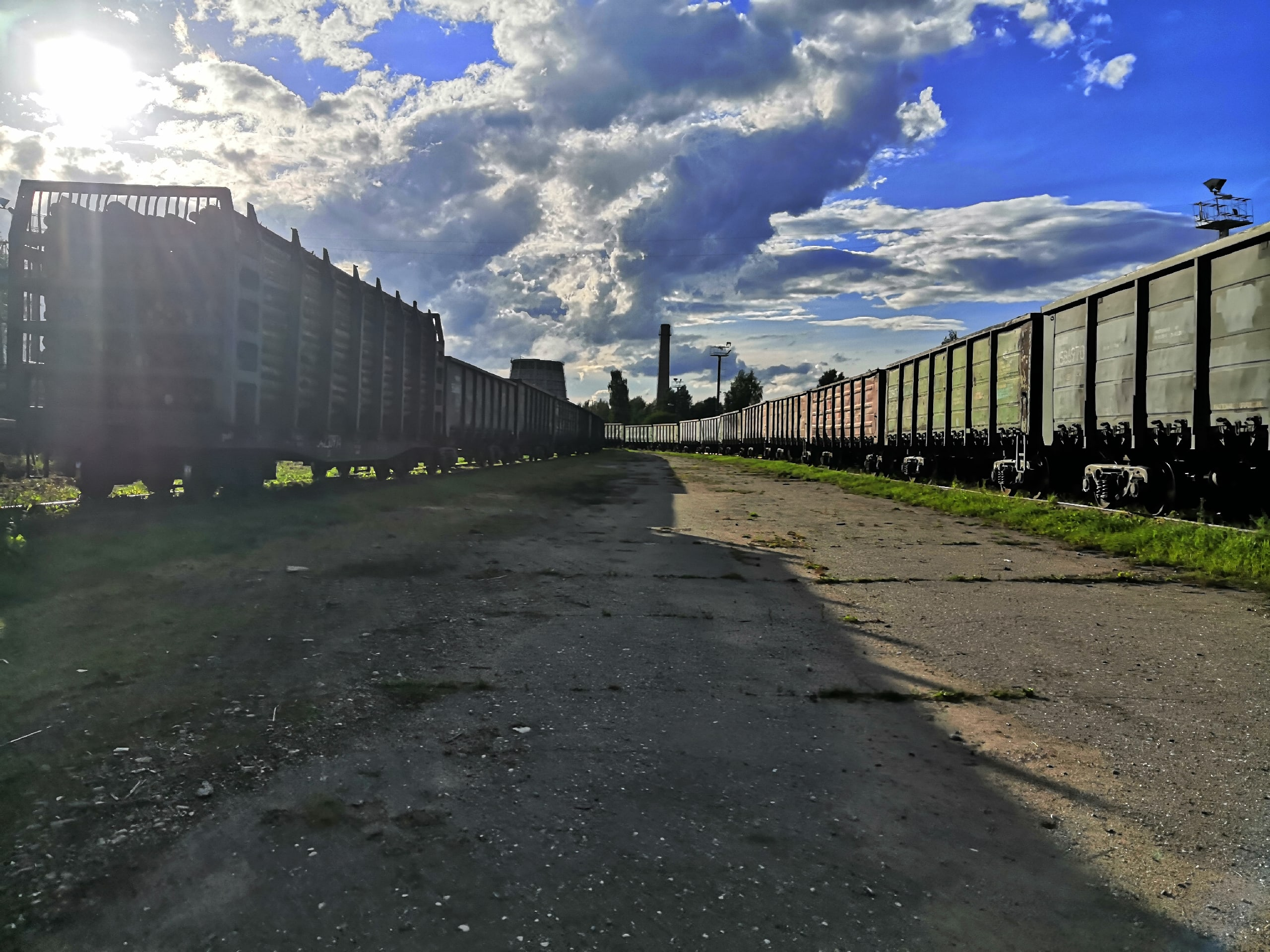
Загрузочные пути
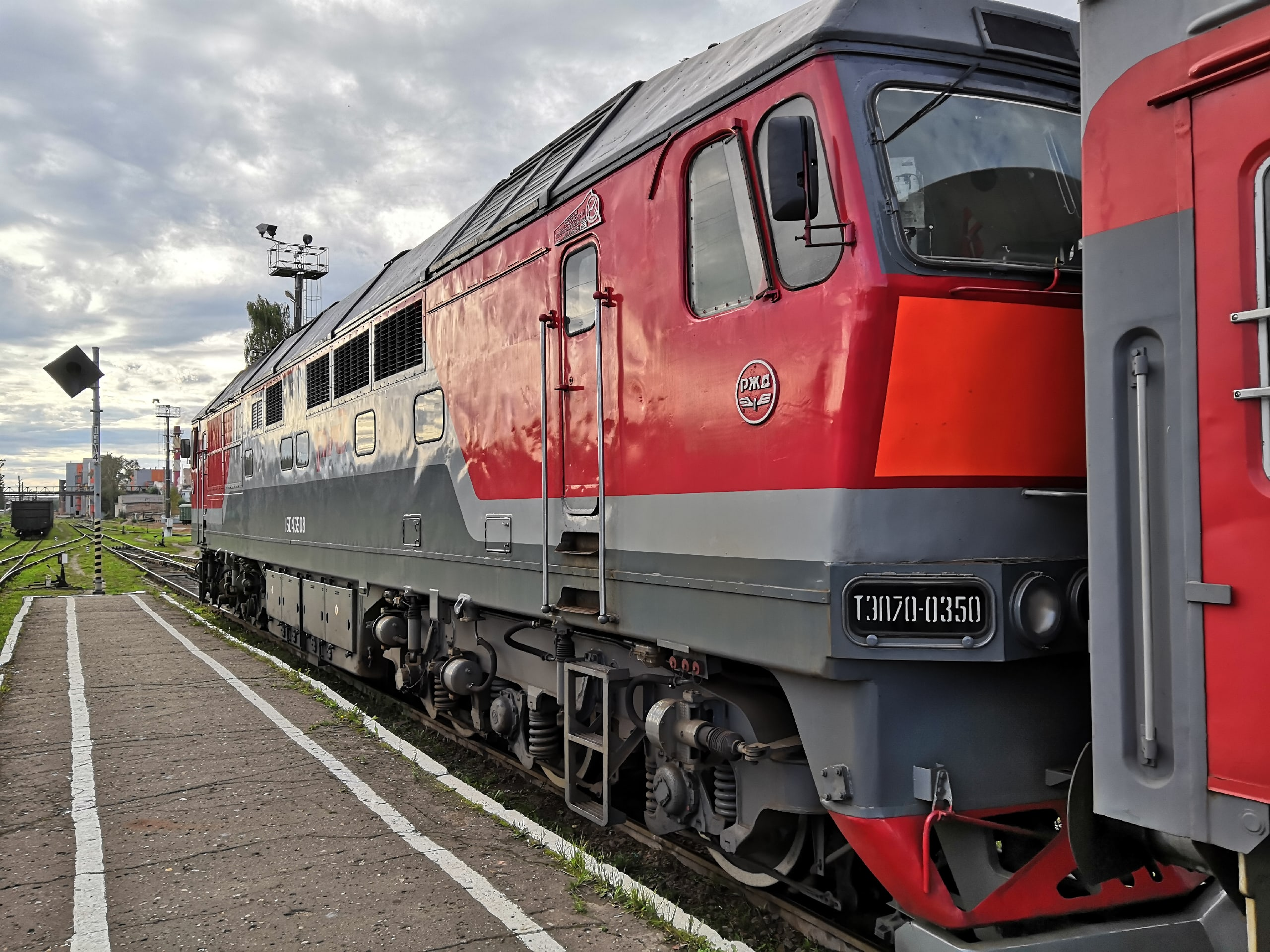
Локомотив ТЭП70-0350
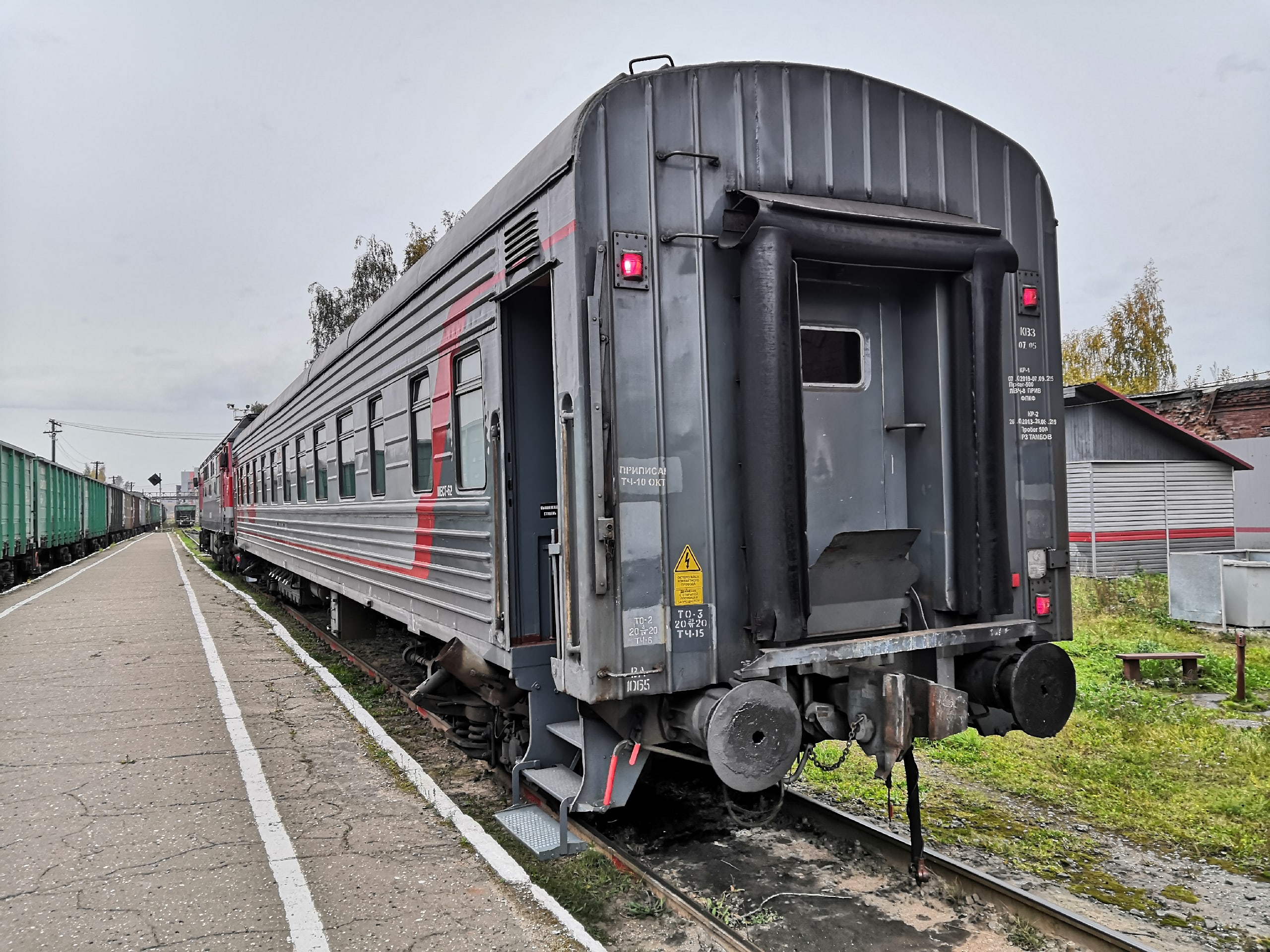
Пригородный поезд № 6831 Боровичи — Угловка
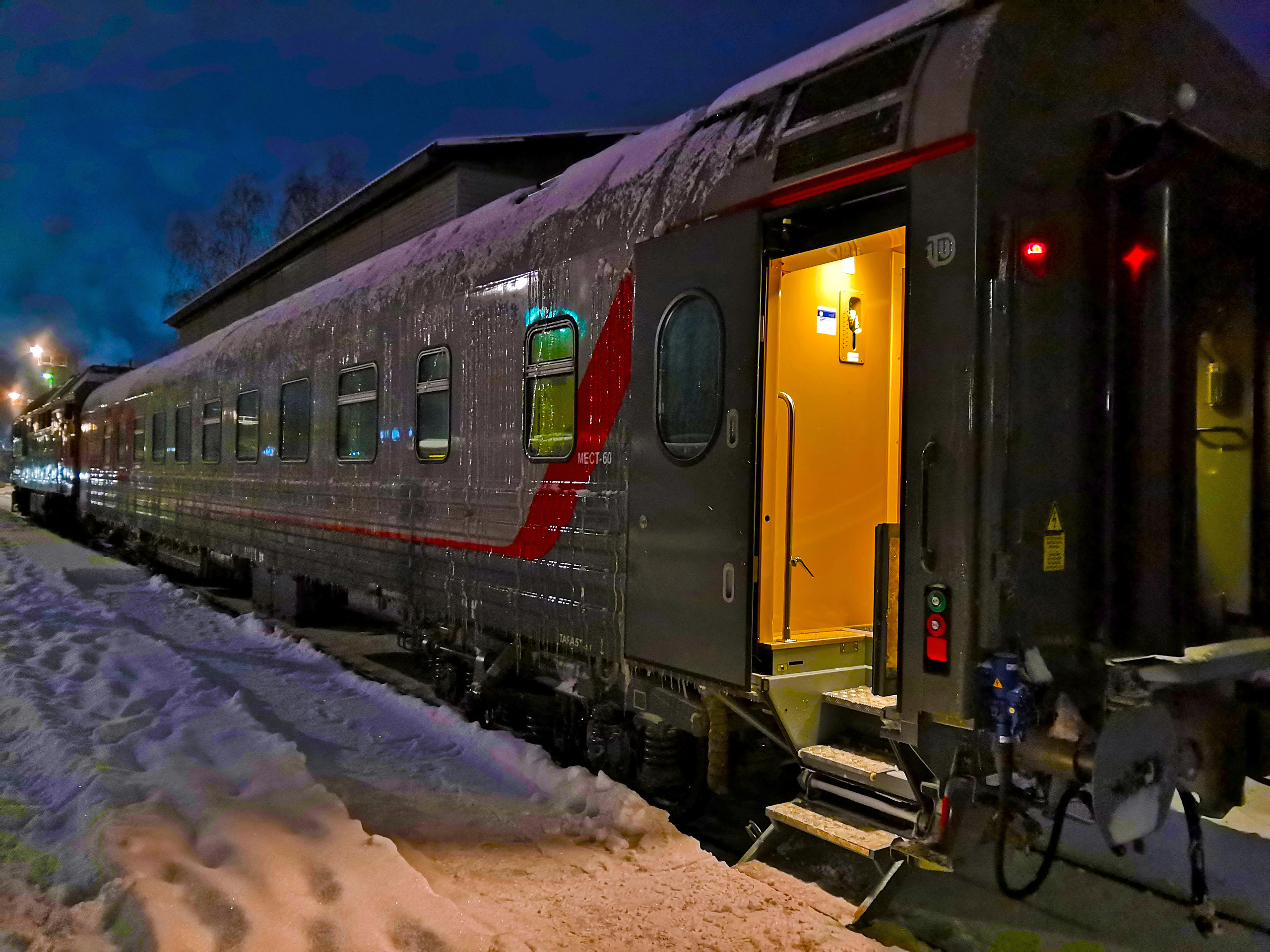
Обновленный Пригородный поезд №6831 Боровичи - Угловка